# Новоселки (Хвастовицький район)
Новоселки (рос. Новоселки) — присілок в Хвастовицькому районі Калузької області Російської Федерації.
Населення становить 17 осіб. Входить до складу муніципального утворення Село Красне.

## Історія
Від 2004 року входить до складу муніципального утворення Село Красне

## Населення
| 2002 | 2010 |
| ---- | ---- |
| 53   | ↘17  |